# Wołożyno 1
Wołożyno 1 (biał. Валожына 1; ros. Воложино 1) – wieś na Białorusi, w obwodzie witebskim, w rejonie postawskim, w sielsowiecie Kuropole.
Dawnej Wołożyno.

## Historia
W czasach zaborów w granicach Imperium Rosyjskiego.
W dwudziestoleciu międzywojennym zaścianek leżał w Polsce, w województwie wileńskim, w powiecie duniłowickim (od 1926 postawskim), w gminie Łuczaj a następnie w gminie Woropajewo.
Według Powszechnego Spisu Ludności z 1921 roku zamieszkiwało tu 85 osób, 30 było wyznania rzymskokatolickiego a 55 prawosławnego. Jednocześnie 66 mieszkańców  zadeklarowało polską przynależność narodową a 19 białoruską. Było tu 12 budynków mieszkalnych. W 1931 w 13 domach zamieszkiwało 80 osób.
Miejscowość należała do parafii rzymskokatolickiej w Drozdowszczyźnie i prawosławnej w Andronach. Podlegała pod Sąd Grodzki w Postawach i Okręgowy w Wilnie; właściwy urząd pocztowy mieścił się w Woropajewie.
Po agresji ZSRR na Polskę w 1939 roku wieś znalazła się pod okupacją sowiecką, w granicach BSRR. W latach 1941–1944 była pod okupacją niemiecką. Następnie leżała w BSRR. Od 1991 roku w Republice Białorusi.
Do 2002 wieś była w składzie sielsowietu Juńki.